# Castell palau de Boadella
Castell palau de Boadella és un edifici del municipi de Boadella i les Escaules (Alt Empordà) declarat bé cultural d'interès nacional.

## Descripció
Situat a llevant del nucli antic de la població de Boadella, al costat de l'església de Santa Cecília i orientat a la plaça de la Constitució.
Edifici de planta irregular, originalment format per tres cossos adossats, disposats al voltant d'un pati rectangular delimitat per un mur de tanca pel costat de llevant. El cos de ponent presenta la coberta de dues vessants, mentre que el de migdia està cobert per una terrassa. Ambdós estan distribuïts en planta baixa i pis. El mur de tanca orientat a la plaça presenta un gran portal d'arc de mig punt adovellat, amb els brancals bastits amb carreus ben desbastats. Damunt seu destaca una làpida gravada amb tres escuts i una inscripció: "BN DE VILAMARI ME FECIT / ANNO DNI M CCCC L 8". La resta de paraments exteriors presenten diverses refeccions d'època moderna, com per exemple les finestres rectangulars bastides amb maons. Destaca però, de la façana occidental, una finestra biforada amb les llindes d'arquets trilobulats, les impostes decorades amb rosetes i una fina columneta al mig amb capitell decorat. L'interior del recinte es troba articulat a partir del pati. Des d'aquest, una llarga escala bastida amb carreus desbastats dona accés al pis superior del cos de ponent. A la façana orientada al pati presenta una altra finestra biforada de les mateixes característiques que l'anterior. A la planta baixa, un gran arc rebaixat bastit en pedra desbastada dona accés a les estances interiors, cobertes amb voltes de canó dividides per arcs de mig punt adovellats. De la planta pis destaca la terrassa coberta amb una teulada refeta modernament, sostinguda per dues columnes poligonals de pedra amb basament i capitell. Dos portals de mig punt adovellats donen accés a l'interior de l'edifici des dels extrems de la terrassa. De la part septentrional destaca l'antiga sala major, la qual conserva els grans arcs diafragma apuntats bastits amb dovelles ben tallades, recolzats als murs laterals de l'estança. La banda de migdia, coberta també amb els arcs apuntats de l'antiga sala major, presenta un festejador de pedra a l'interior. És probable que a l'angle nord-est del palau s'alcés una torre de planta rectangular, tal com manifesta el parament de carreus desbastats localitzats a les cantonades del parament de migdia de l'estructura, la qual encara s'aixeca per damunt de la resta d'edificis de la plaça.
La construcció presenta els paraments exteriors bastits amb pedra desbastada i sense treballar disposada regularment, i lligada amb morter de calç. A l'interior del recinte es conserven alguns paraments bastits amb carreus de pedra disposats en filades perfectament regulars.

## Història
La vila pertanyé en origen al monestir de Sant Martí de les Escaules i, posteriorment al de Sant Pere de Rodes. L'any 1123 fou donat en feu al comte d'Empúries per Ramon Berenguer III. Durant el segle xiv n'eren senyors els bisbes de Girona. El 1321 el castell de Boadella el posseïen Pere de Rocabertí i Ramon de Vilamarí. Els Vilamarí figuren com a senyors barons de Boadella fins a finals del segle xv o començaments del XVI.
Durant el segle xv es van fer importants obres de reforma al castell convertint-lo en un gran castell-palau gòtic. A la portalada principal trobem una inscripció gravada on indica l'any de construcció del castell que conservem actualment (1458). Des de la Sentència Arbitral de Guadalupe (1486) el pagesos descontents amb el seu senyor van abandonar el lloc. Posteriorment el castell passaria a mans d'Antic Almogàver. A la segona meitat del XVI era dels Albanell i, més tard, seria propietat d'altres famílies burgeses de Barcelona i de Perpinyà. L'any 1785 el comprà Ignasi de Dou, baró de Palau-surroca i de Calabuig. Durant el segle xviii el castell va ser administrat per la pròspera família Marcè de Can Felip.